# Romana Vyňuchalová
Romana Vyňuchalová (Bratislava, 3 settembre 1986) è una cestista slovacca.

## Carriera
Con la Slovacchia ha disputato cinque edizioni dei Campionati europei (2009, 2011, 2013, 2015, 2017).